# Kostel Nanebevzetí Panny Marie (Svébořice)
Kostel Nanebevzetí Panny Marie ve Svébořicích je někdejší římskokatolický farní kostel v zaniklé obci Svébořice v okrese Česká Lípa v dnešním Libereckém kraji. Kostel stál až do druhé poloviny 40. let 20. století na malém návrší nad rybníkem ve východní části této obce zaniklé v roce 1946.

## Historie
Již podle první písemné zmínky o Svébořicích z roku 1325 zde stával farní kostel. V letech 1679 až 1681 jej nechal majitel mimoňského panství Jan Ignác Dominik Putz z Adlersthurnu přestavět. 

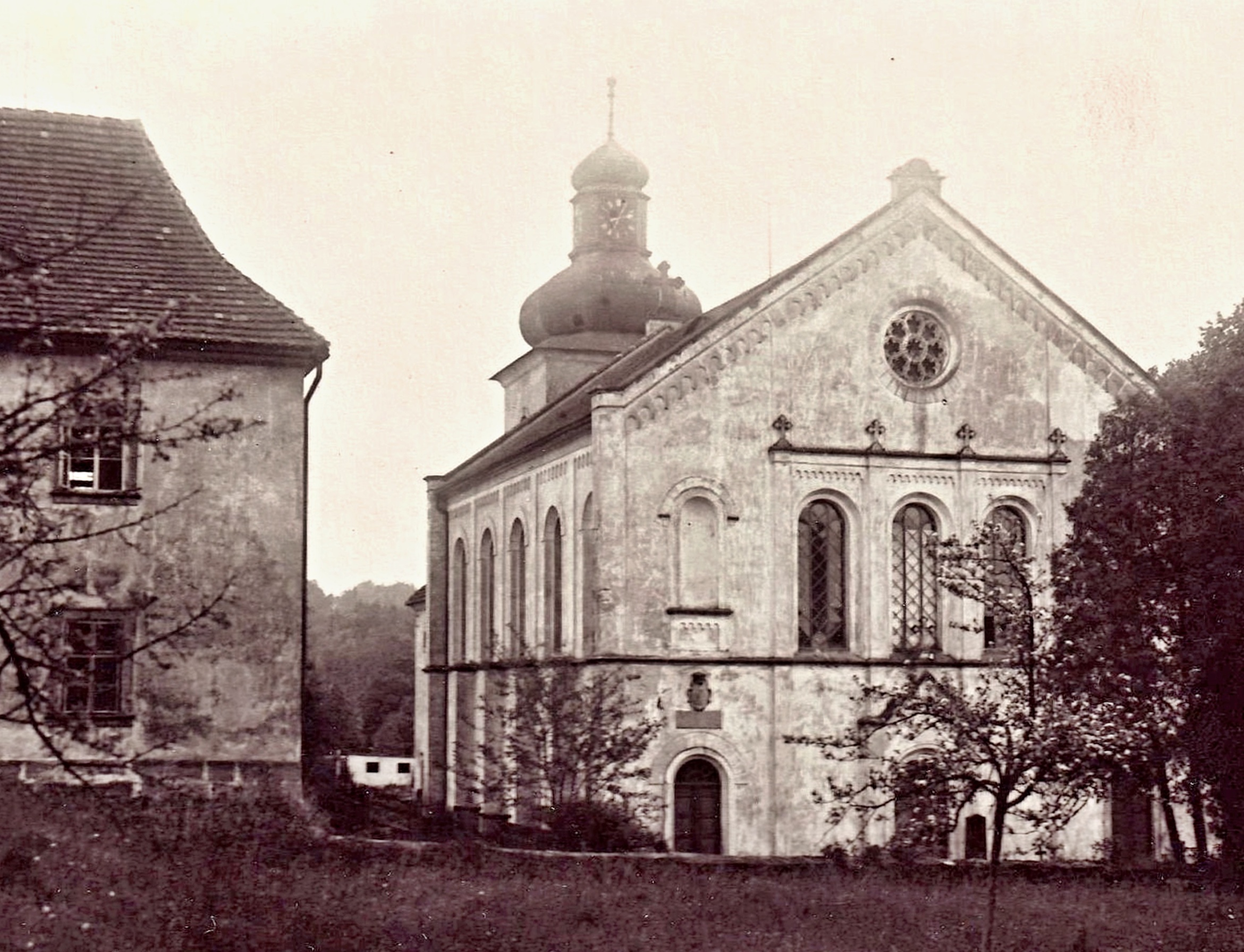
Kostel a fara na snímku z roku 1920

Chrámová loď byla v roce 1864 znovu vybudována stavitelem Wünschem v pseudorománském slohu, zatímco kněžiště upravené jako loretánská kaple zůstalo při těchto úpravách zachováno. Vnitřní zařízení bylo rokokové a pseudorománské. Od rybníka, který byl roku 1927 upraven jako koupaliště s provozem lodiček, vedla cesta ke kostelu po schodech lemovaných dodnes existující lipovou alejí.

### Poutní cesta
Ke kostelu vedla z Mimoně poutní cesta s patnácti výklenkovými kaplemi, v nichž byla vyobrazena růžencová tajemství. Kapličky byly do roku 1777 zachovány ke svému původním určení, dvanáctou v pořadí však nechal hrabě Hartig odstranit a na jejím místě nechal na vlastní náklady postavit kostelík zasvěcený Nanebevstoupení Ježíše Krista. Kostelík měl vlastní zvon, který byl v době první světové války snesen a později, roku 1928 nahrazen novým. Z původní cesty se dochovala jediná kaple, v pořadí šestá, která byla roku 2005 opravena. Dochovalo se též torzo třetí kaple na východním okraji Mimoně a zbytky čtvrté a páté kaple.

### Loretánská kaple

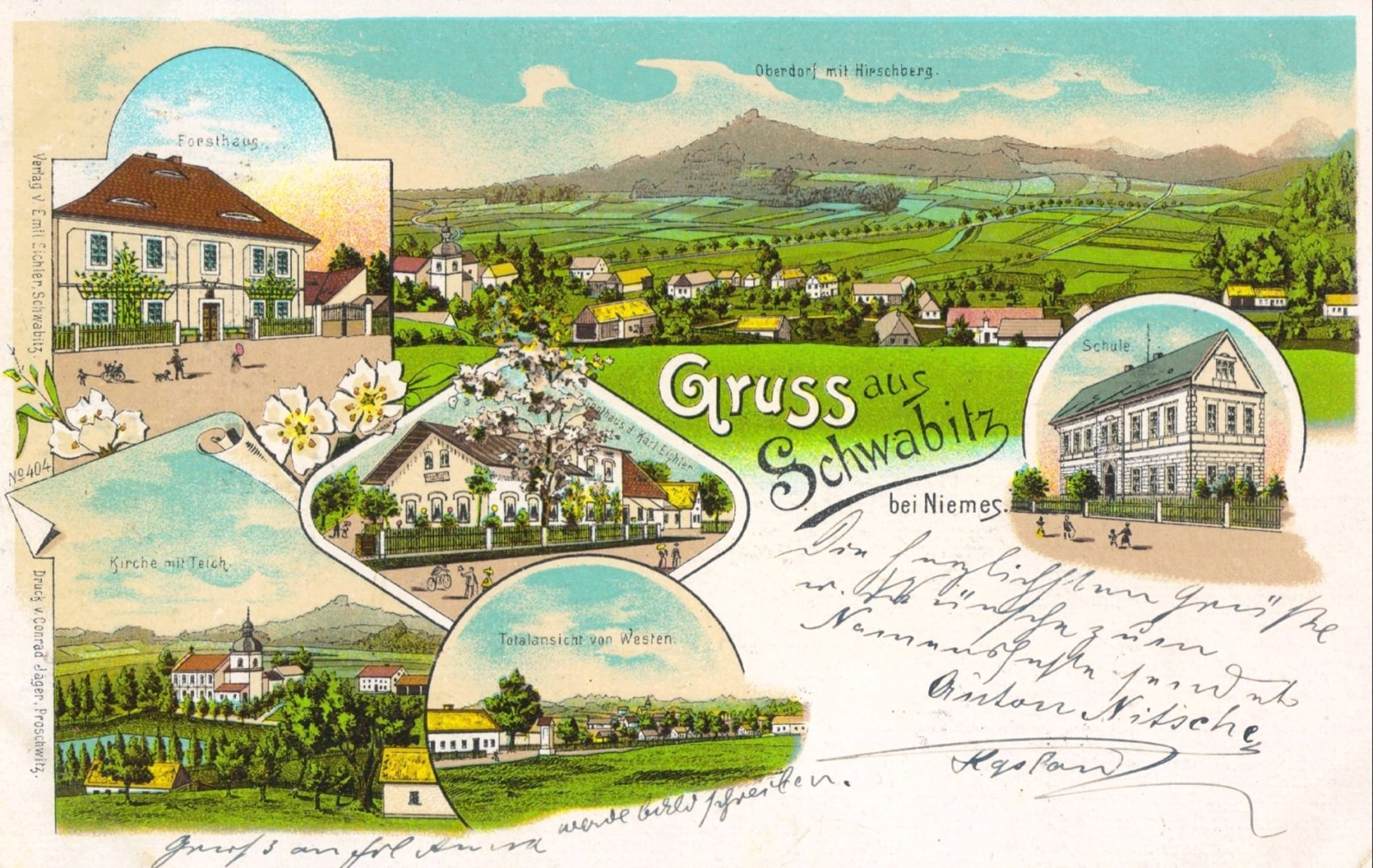
Kostel a další stavby ve Svébořicích na pohlednici z roku 1901

Roku 1679 dal majitel mimoňského panství Jan Ignác Putz z Adlersthurnu přestavět chór kostela na loretánskou kapli. Kaple byla včleněna do nízké věže s bání a tvořila závěr kostela. Do interiéru kaple sklenuté valenou klenbou se otevíral triumfální oblouk. Horizontálně profilovaná římsa členila povrch stěn i klenby. Soška Černé Matky Boží Loretánské stála před oltářním obrazem Nanebevzetí Panny Marie. Santa Casa zanikla po roce 1960 při likvidaci obce. Kdysi hojně uctívaná socha Panny Marie Loretánské z hlavního oltáře byla přenesena do kostela svatého Petra a Pavla v Mimoni.

## Po roce 1945
Po odsunu Němců nebyla tato převážně německá vesnice již dosídlena a její území se stalo součástí vojenského výcvikového prostoru Ralsko. Podle některých zdrojů byl kostel v březnu 1948 navrtán na třech místech a vyhozen do povětří s tím, že zbytky zdiva rozstřílela armáda, jiné prameny považují za pravděpodobnější likvidaci kostela až v pozdější době. Ze svébořického kostela zůstaly dnes jen rozvaliny.